# Роман Вовк (литовський князь)
Роман (також Від, Віт, Роман Руський, чи Римунт) на прізвисько Вовк (бл. 1190–1270) — невідомий польським та литовським хронікам литовський князь, згаданий руськими літописами.

## Походження
За версією Воскресенського літопису це був син Данила Ростиславича, онук Ростислава Всеславича, засланого до Греції Мстиславом I Великим.
Від з'являється в Литві з Константинополя разом з батьком та княжив, буцімто, після Міндовга I, а після нього — його син Тройден. За легендою, крім Тройдена, Віт мав ще кілька синів: Довмонта, Наримунта, Гольшу і Гедруса. Сучасні історики, зіставивши роки заслання Ростислава (1129 рік) і смерті Міндовга (1264 рік), вважають версію походження Міндовга від Ростислава хронологічно недостовірною. Як зазначає білоруський історик Валерій Поздняков, можливо, образ князя Віта ввібрав в себе риси достовірно відомого великого князя литовського Витеня.